# Маси, Майкл
Майкл Маси (род. 8 июня 1978 года, Сидней, Австралия) — австралийский гоночный директор. Маси был гоночным директором Формулы-1 с 2019 по 2021 год. В этой роли Маси курировал логистику гоночного уик-энда Формулы-1, следя за тем, чтобы все автомобили, трассы и гонщики соответствовали правилам до, во время и после гонки. Маси был отстранен от должности после анализа FIA применения им процедуры машины безопасности на Гран-при Абу-Даби 2021 года, что стоило рекордного 8-го титула Льюису Хэмилтону.

## Карьера

### Ранняя карьера
Маси начал свою карьеру в автоспорте, работая волонтером в командах Супертуринга, ещё учась в школе. Он работал заместителем директора по гонкам в гоночной серии V8 Supercars и в Ралли Австралии. В 2018 году он был назначен FIA заместителем директора гонок Формулы-2 и Формулы-3, а также был назначен заместителем директора гонок Формулы-1 Чарли Уайтинга. Маси чередовался в этой роли между Гран-при со Скоттом Элкинсом, который впоследствии стал гоночным директором Формулы E и DTM.

### Формула-1
После смерти Уайтинга перед Гран-при Австралии 2019 года Маси взял на себя роль директора гонок Формулы-1.
Несколько решений Маси в качестве директора гонки подверглись тщательному анализу со стороны гонщиков, команд и прессы. Во время квалификационной сессии Гран-при Турции 2020 года автомобили выезжали на трассу, даже когда на трассе находился эвакуатор. В сезоне 2021 года Маси должен был защищать процедуры красного флага, использованные во время Гран-при Азербайджана 2021 года. На Гран-при Бельгии 2021 года Маси критиковали за то, что он провел квалификацию в опасных условиях, а затем провел три круга за машиной безопасности, якобы для того, чтобы обеспечить начисление очков. Его критиковали за переговоры с командами об изменении позиций во время Гран-при Саудовской Аравии 2021 года. На следующей неделе процедурная ошибка Маси при возобновлении гонки после периода использования машины безопасности на последнем круге Гран-при Абу-Даби 2021 года подверглась критике за потенциальное изменение результатов чемпионата. Mercedes опротестовала результат; протест был отклонён.
17 февраля 2022 года Маси был отстранен от должности директора гонки после анализа FIA Гран-при Абу-Даби. Его заменили Нильс Виттих и Эдуардо Фрейтас в качестве директоров гонок поочередно в сезоне Формулы-1 2022 года, а Херби Блаш — в качестве их постоянного старшего советника. Маси предложили новую должность в FIA.
19 марта 2022 года FIA опубликовала свой официальный отчет о разногласиях в Абу-Даби, в котором был сделан вывод о том, что Маси неправильно применил правила, поскольку не все автомобили, отстававшие на круг, вернулись в круг с лидером, а машина безопасности после этого не проехала ещё один круг, прежде чем вернуться питлейн. В отчете эти проблемы объясняются человеческим фактором.
Руководитель команды Mercedes Тото Вольфф впоследствии назвал Маси «ответственным» перед Формулой-1 и заявил, что Маси не любит получать отзывы или критику от кого-либо, а также предположил, что он время от времени вел себя неуважительно по отношению к некоторым гонщикам на брифингах.

### После Формулы-1
В июле 2022 года Маси покинул FIA и вернулся в Австралию чтобы проводить больше времени со своей семьей. Из-за угроз, поступавших Майклу после Гран-при Абу-Даби, и усталости от поездок по разным странам в качестве директора гонок, Маси обратился за помощью по поводу своего психического здоровья.